# Olga María Rista
Olga María Rista (Ciudad de Córdoba) es una licenciada en Comunicación Social y política argentina, perteneciente a la Unión Cívica Radical. Fue Diputada de la Nación por la provincia de Córdoba entre 2015 y 2019.
La mayor parte de su carrera periodística transcurrió en Cadena 3. También trabajó en Videovisión, Canal 10 y Radio Universidad.

## Biografía personal y académica
Olga María Rista nació un 10 de junio de 1956 en la Ciudad de Córdoba. Su padre provenía de una familia de inmigrantes piamonteses

Tras terminar el colegio secundario, completó la carrera de Licenciada en Comunicación en la Escuela de Ciencias de la Información de la Universidad Nacional de Córdoba, trabajó en Video Visión conduciendo un noticiero, Canal 10, Radio Universidad de Córdoba [cita requerida]y más tarde en Cadena 3, donde desarrollaría la mayor parte de su carrera periodística. A lo largo de ésta, se destacó en la cobertura de la vida política de Córdoba y el país.
Si bien su militancia política inició con la vuelta de la Democracia, fue en 2007 cuando comenzó activamente su carrera política. Fue Concejal y actualmente es Diputada Nacional. Tiene una hija.

## Trayectoria política
En el 2007, Olga María Rista fue candidata a Viceintendenta de la Ciudad de Córdoba, fórmula que encabezaba Ramón Javier Mestre. Eran tiempos en los cuales la UCR se recuperaba de una gran crisis. Tras lograr el tercer puesto en la elección, Rista asumió como Concejal, puesto que desempeñó durante cuatro años.
En 2011, tras presentarse en elecciones, asumió como legisladora provincial en Córdoba, cargo que ocupó durante cuatro años. y por presentar un proyecto para que los empleados de la Empresa Provincial de Energía de Córdoba (Epec) ingresaran a la compañía a través de un concurso público abierto, entre otras iniciativas. También se destacó su proyecto para incluir yoga y taichí en la currícula escolar, como método para combatir la violencia en las escuelas. Ocupó un lugar destacado como referente de la oposición en la Unicameral de Córdoba, con mayoría peronista. En las elecciones de 2015, ocupó el tercer lugar en la lista de candidatos a Diputados en Córdoba que llevó a Mauricio Macri a ganar la Presidencia. A partir de entonces, Olga Rista se convirtió en Diputada Nacional, mandato que cumple hasta 2019. Se ha destacado por ser la autora de la Ley de Cannabis Medicinal, aprobada en 2016. Ha participado activamente en iniciativas como la prohibición de carreras de galgos, el proyecto de Interrupción Voluntaria del Embarazo, la Ley de Paridad y la Ley Brisa. Es autora de proyectos para combatir la obesidad infantil, para multar el acoso sexual callejero, para incluir la Lengua de Señas en la currícula escolar, para crear un régimen de tenencia responsable de animales de compañía, para legalizar el autocultivo de cannabis medicinal y para extender las licencias por paternidad, entre otras iniciativas.
A lo largo de los años, la diputada Olga Rista se ha convertido en referente de la política[cita requerida] y el feminismo en Córdoba y la Argentina.